# Бехвалутчи
Бехвалутчи (тиндин. БехвалIучIи) — село в Цумадинском районе Дагестана. Входит в состав сельского поселения Тиндинский сельсовет.

## География
Село находится в 2 км к северо-востоку от центра сельского поселения — села Тинди и в 8,5 км к юго-востоку от районного центра — села Агвали.

## Население
| 1926 | 1939 | 1970 | 1989 | 2002 | 2003 | 2004 |
| ---- | ---- | ---- | ---- | ---- | ---- | ---- |
| 45   | ↘41  | ↗53  | ↘50  | ↘27  | ↘25  | ↗28  |
| 2007 | 2010 | 2021 |      |      |      |      |
| ↘23  | ↗24  | ↘17  |      |      |      |      |

Бехвалутчи - тиндинский хутор. По данным Всероссийской переписи населения 2010 года в селе проживало 24 человек.